# Claude Quittet

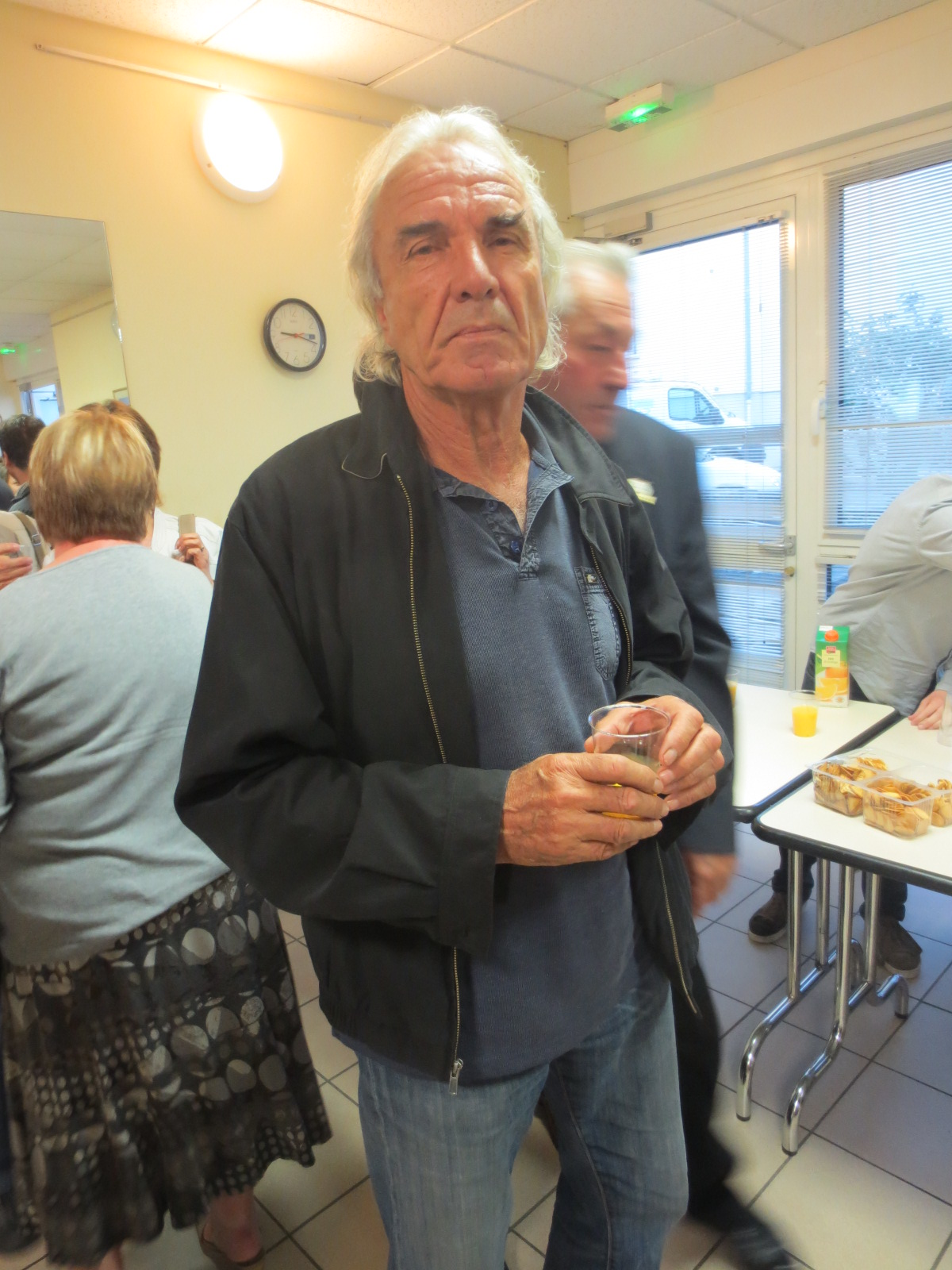
Quittet 2013

Claude Quittet (* 12. März 1941 in Mathay) ist ein ehemaliger französischer Fußballspieler.

## Vereinskarriere
Der 180 Zentimeter große Abwehrspieler Quittet begann das Fußballspielen in seinem Heimatdorf Mathay, bevor er wenig später mit 14 Jahren zur AS Valentigney ging. Dort war er trotz seines geringen Alters Teil eines Teams, das in der zur damaligen Zeit dritthöchsten Liga Division d’Honneur antrat; dabei konnte er sich schnell einen Stammplatz erkämpfen. Dank seiner Leistungen wurde er in die Regionalauswahl der Franche-Comté aufgenommen. Auf diesem Weg wurde er von Talentscouts des Profiklubs FC Sochaux entdeckt und mit 16 Jahren in dessen Jugendabteilung aufgenommen. In der Saison 1958/59 absolvierte er für die erste Mannschaft sein Debüt in der ersten Liga, kam aber fortan nur sporadisch zum Einsatz, da er seinen 28 Monate dauernden Militärdienst leisten musste; anschließend unterschrieb er seinen ersten Profivertrag. Während der Spielzeit 1961/62 stieg er mannschaftsintern zum Stammspieler auf, doch an deren Ende stieg Sochaux in die Zweitklassigkeit ab. Sowohl 1963 als auch 1964 gewann er mit seinen Teamkameraden den Pokalwettbewerb Coupe Charles Drago und schaffte 1964 die Rückkehr in die oberste Spielklasse. Der Innenverteidiger, dem in seiner Jugendzeit bei Sochaux vor allem der Fokus auf Technik und eine entsprechend geprägte Spielweise mit auf den Weg gegeben wurden, hatte in der Zweitklassigkeit überdies eine gewisse Torgefährlichkeit entwickelt, indem ihm in den beiden Jahren jeweils fünf Treffer gelangen.
In den Jahren nach 1964 blieb er Sochaux treu und war Leistungsträger in einer Mannschaft, die sich zunehmend in der Liga etablierte. Es gelang der Einzug ins nationale Pokalfinale 1967 und Quittet führte die Elf als Kapitän in ein Spiel, in dessen Verlauf durch eine 1:3-Niederlage gegen Olympique Lyon der Gewinn der Trophäe verpasst wurde. Ein Jahr darauf machte das Team erneut auf sich aufmerksam, als es den dritten Tabellenplatz belegte. Der Verteidiger hatte seinen Beitrag dazu geleistet, indem die von ihm geprägte Defensive nicht mehr als 39 Gegentore gelassen hatte. 1969 kehrte er dem Verein den Rücken und unterschrieb beim Zweitligisten OGC Nizza.
Bei Nizza war er ebenso wie zuvor in Sochaux gesetzt und schaffte mit der Mannschaft 1970 als Zweitligameister den Aufstieg in die oberste Spielklasse. 1971 wurde mit Jean Snella ein Trainer geholt, der die Elf unter die besten Frankreichs führte. So war Quittet Stammspieler derjenigen Mannschaft, die 1973 den zweiten Tabellenplatz belegte und sich somit auch für den europäischen Wettbewerb qualifizierte. Auf seine mögliche Premiere im Europapokal verzichtete er allerdings, da er im Sommer 1973 zum Lokalrivalen AS Monaco wechselte. 
Mit der AS Monaco, die trotz ihrer Zugehörigkeit zum Fürstentum Monaco im französischen Ligensystem antreten darf, spielte er ebenfalls in der ersten Liga und zählte dabei zu den Führungsspielern einer Mannschaft, die den Abstieg im nachfolgenden Jahr nur knapp abwenden konnte. Gleichzeitig gelang der Einzug ins französische Pokalendspiel 1974 und Quittet war auch in seinem zweiten Finale der Träger der Kapitänsbinde. Wie sieben Jahre zuvor mit Sochaux verpasste er einen möglichen Titelgewinn, da Monaco der AS Saint-Étienne mit 1:2 unterlag. Kurz darauf verkündete er nach lediglich einem Jahr bei diesem Klub seinen Abschied und unterschrieb beim Zweitligisten RCFC Besançon. 
In Besançon erhielt er zunächst einen Stammplatz in einem Team, das sich im Mittelfeld der zweiten Liga wiederfand. Mit acht Toren in der Saison 1974/75 gelang ihm eine für einen Verteidiger bemerkenswerte Ausbeute, die auch die beste seiner Karriere war. In der nachfolgenden Spielzeit wurde er hingegen kaum noch berücksichtigt. Daraufhin beendete er 1976 mit 35 Jahren nach 338 Erstligapartien mit 25 Toren sowie 124 Zweitligapartien mit 26 Toren seine Profilaufbahn. Danach lief er für den Amateurverein US Châteaufarine Besançon auf, ehe er 1981 das Fußballspielen endgültig aufgab.

## Nationalmannschaft
Quittet war 26 Jahre alt, als er am 27. September 1967 bei einer 1:5-Niederlage gegen die DFB-Auswahl auf dem Platz stand und damit sein Debüt im Trikot der französischen Nationalelf gab. Sein Pflichtspieldebüt folgte einen Monat darauf bei einem 1:1-Remis gegen Belgien in der Qualifikation zur Europameisterschaft 1968; sowohl dieses Turnier als auch die WM 1970 und die EM 1972 verpassten die Franzosen. Quittet wurde regelmäßig vom Nationaltrainer berücksichtigt, bevor er nach einem 0:1 gegen Norwegen im November 1968 drei Jahre lang pausieren musste und erst am 10. November 1971 bei einem 2:1 gegen Bulgarien wieder mit dabei war. 
Ab 1971 wurde er wieder regelmäßig in die Équipe tricolore berufen und trug am 13. Oktober 1972 bei einem 1:0-Sieg gegen die Sowjetunion in seinem dreizehnten Länderspiel zum ersten Mal die Kapitänsbinde. Diese Ehre wurde ihm insgesamt vier Mal zuteil, zuletzt am 26. Mai 1973, als das Team erneut gegen die Sowjetunion antrat. Dieses insgesamt 16. A-Länderspiel stellte zugleich das letzte für den damals 32-Jährigen dar. Für Frankreich hatte er trotz seiner sechs Jahre andauernden Laufbahn im Nationaltrikot nie an einem Turnier teilgenommen und konnte überdies auch keinen Torerfolg für sein Land verbuchen.

## Leben nach der aktiven Zeit
Noch während er für Monaco als Spieler aktiv war, wurde er 1974  vom vormaligen Tennisspieler Robert Haillet als einer von mehreren prominenten Fußballspielern zu einem Engagement als Werbevertreter für die Marke Adidas überzeugt. Er stand für einen Zeitraum von 24 Jahren im Dienst des Unternehmens.
Die letzten Jahre seiner Laufbahn hatte er in Besançon in seiner ostfranzösischen Heimatregion verbracht. Dort ließ er sich dauerhaft nieder und übernahm zudem das Präsidentenamt der Vereinigung früherer Spieler des FC Sochaux. Mit 58 Jahren begann er mit dem Golfspielen.